# Плем'я Ашера
Пле́м'я А́шера (івр. שֵׁבֶט אָשֵׁר‬‬, Shevet Asher; лат. tribus Aser) — одне з племен (колін) Ізраїлевих. Згідно Біблії, свій родовід вело від Ашера («Ашер» в перекладі означає «щасливий»), другого сина патріарха Якова. Також — коліно Асирове
Йому належала сама родюча північна частина землі ханаанської (межувала біля берегів Середземного моря на північ з горами Ліванськими; на півдні з наділом землі Манасії з горою Кармель; а на сході — Завулону, Ісахару та Нафталіму); на заході — з Фінікією. Задоволене своїм географічним положенням, воно не проявляло домагань до інших племен, та мирно жило з сусідами. Після поділу Ізраїльсько-юдейського царства на два самостійних царства воно підтримувало зв'язки з Юдиним Єрусалимом.
Свята Ганна пророчиця походила з коліна Ашерового.